# Hear My Blues
Hear My Blues — дебютний студійний альбом американського блюзового співака Ела Сміта, випущений лейблом Bluesville у 1959 році. 
Альбом став першою випущеною платівкою лейблу Bluesville (BV-1001), заснованого Prestige Records для випуску блюзової музики. 

## Опис
Сесія звукозапису проходила 20 вересня 1959 року в Нью-Йорку, а оператором був відомий інженер Руді Ван Гелдер. На момент запису Сміту було 23 роки. Як акомпанементний склад були використані такі відомі джазові музиканти: тенор-саксофоніст Едді «Локджо» Девіс, органістка Ширлі Скотт, контрабасист Венделл Маршалл і ударник Артур Еджгілл.
Альбом складається з 8 пісень, 6 яких написані Смітом (Сміт написав 8 пісень спеціально для цієї сесії, однак до альбому потрапили лише 6 з них). «Night Time Is the Right Time» — про дитячі роки Сміта, проведені в Новому Орлеані; текст і виконання відсилають до років, проведених Смітом у церковному хорі. «Pledging My Love» — класична блюзова балада, яку виконував ритм-енд-блюзовий співак Джонні Ейс. «I've Got a Girl» і «I'll Be Alright» походять з репертуару госпел-пісень Сміта. Найбільше на плавітці виділяються оригінальні композиції Сміта «Come On, Pretty Baby» і «Tears in My Eyes» (вийшли на синглі). «Never Let Me Go» — ще одна пісня з репертуару Ейса.
Альбом став першою випущеною платівкою лейблу Bluesville (BV-1001), заснованого Prestige Records для випуску блюзової музики.  

## Список композицій
1. «Night Time Is the Right Time» (Ел Сміт) — 4:16
2. «Pledging My Love» (Дон Робі, Фердінанд Вашингтон) — 2:28
3. «I've Got a Girl» (Ел Сміт) — 4:32
4. «I'll Be Alright» (Ел Сміт) — 3:51
5. «Come On, Pretty Baby» (Ел Сміт) — 2:55
6. «Tears in My Eyes» (Ел Сміт) — 5:58
7. «Never Let Me Go» (Джозеф Скотт) — 5:11
8. «I've Got the Right Kind of Lovin'» (Ел Сміт) — 3:24

## Учасники запису
- Ел Сміт — вокал
- Едді «Локджо» Девіс — тенор-саксофон
- Ширлі Скотт — орган
- Венделл Маршалл — контрабас
- Артур Еджгілл — ударні

Технічний персонал
- Руді Ван Гелдер — інженер звукозапису
- Юїнг Гелловей — фотографія обкладинки
- Дейл Райт — текст до обкладинки